# Slovenska vojna partizanska bolnica Pavla
Slovenska vojna partizanska bolnica Pavla (SVPB Pavla) je bila bolnišnica, ki je med 2. svetovno vojno delovala na več lokacijah v Trnovskem gozdu.

## Zgodovina
Bolnišnica je nastala jeseni leta 1943 v Trnovskem gozdu, ki je po kapitulaciji fašistične Italije postalo osvobojeno slovensko ozemlje. Grajena je bila na različnih težko dostopnih lokacijah. Ime je dobila po dr. Pavli Jerini-Lah, ki je bila njena upraviteljica od januarja leta 1944 pa do konca vojne. Nobena bolnišnična baraka danes ni več ohranjena, spominski obeležji pa sta pri zaselkih Krekovše (Trnovski gozd) in Mrzla Rupa (Vojsko).
Obsežni Trnovski gozdovi so že 1943, ko so obile še v vseh vaseh okupatorjeve postojanke, v strmih grapah dajali zavetje ranjenim partizanom Vojkove čete bataljona Simona Gregorčiča in Južnoprimorskega odreda. Ko je po kapitulaciji Italije vzplamtela »Goriška fronta« in se začela nemška ofenziva na svobodno ozemlje ter so se morali partizani pred premočjo umakniti, so se tudi tukaj na širšem območju ustanovljene  vojaške partizanske bolnice umaknile v zavetje Trnovskega gozda.
Po formiranju 9. korpusa decembra 1943 in številnih slovenskih partizanskih brigad je bilo ob vse močnejših spopadih s sovražnikom nujno ustanoviti večje partizanske bolnice. Tako je nastala Slovenska vojaška partizanska bolnica »Pavla.« Vsega skupaj je tu delovalo več bolnišnic. »Prva centralna« ob zgornjrm toku Idrijce nad Idrijskimi klavžami, ki jo je vodil Aleksander Gala, je bila ustanovljena novembra 1943, od januarja 1944 pa jo je vodila Pavla Jerina Lah. Zgradili pa so še več manjših postojank-bolnišnic: »Očkovo« v Bedrovi grapi, »B« pod Hudim poljem, »Tinetovo« Pri Vrtu, »Zadnjo centralno« nad Putrihovimi klavžami blizu Krekovš in »Delta« v Tisovcu. Še prej pa so postavili 2 okrevališči. Od julija 1944 je delovala nova bolnišnica pod Hudim poljem (1044 mnm), nad Krekovšami (673 mnm) kjer so postavili novo osrednjo postojanko z 9 barakami in vso potrebno opremo, celo z  malo pretočno elektrarno. Do pomladi 1945 so v Čekovniku postavili še oddelek za invalide. Bolnišnica se je morala večkat umakniti, zlasti med sovražnikovo ofenzivo marca 1945. Takrat so okupatorjeve čete odkrile okrevališče v Jagrščah ter pobili bolničarja in 11 ranjencev.
Do osvoboditve se je SVPB Pavla zdravilo 931 ranjenih in obolelih borcev. Dvoje bolnišničnih okrevališč je v tem času oskrbovalo 758 partizanov. V času delovanja bolnice je umrlo 51 borcev.